# لایمباخ (بیتبورگ-پروم)
لایمباخ (به آلمانی: Leimbach) یک شهر در آلمان است که در بیتبورگ-پروم واقع شده‌است. لایمباخ ۶۵ نفر جمعیت دارد.